# العبثية في الأدب
العبثية في الأدب هي مذهب أدبي يستخدم في الرّوايات والمسرحيات والقصائد التي تركزّ على تجارب الشّخصيات في الأوضاع التي لا يستطيعون فيها إيجاد هدفٍ أصيلٍ في حياتهم. وغالباً ما تتمثل هذه الأوضاع بأحداثٍ وأفعالٍ لا معنى لها مطلقاً. ويتم استخدام السّخرية، والكوميديا السّوداء، والتّناقض، وتحقير المنطق والجدل بشأن الحالة الفلسفية بأنها “لا شيء” كأساليب للتعبير عن هذه الأوضاع. ويعالج هذا الأدب موضوعات لا أدرية وعدمية.
وعلى الرغم من أنّ قدراً كبيراً من هذا النّصوص الأدبية التي تنتمي لهذا المذهب تشتمل على روح الدّعابة واللاعقلانية في الطّبيعة، إلا أن السّمة المميزة لها ليست الكوميديا ولا الهراء وإنّما دراسة السّلوك الإنساني تحت ظروف تظهر وكأنها بلا هدف وعبثية فلسفياً، سواءً كانت هذه الظّروف واقعية أم خيالية. ولا يحكم هذا المذهب الأدبي على الشّخصيات، ويترك هذه المهمة للقارئ حيث أن المغزى “الأخلاقي” من النّصّ الأدبي غير محدد. كما أن المواضيع التي يطرحها هذا الأدب واعتقادات الشخصيات-إن وُجدت- تتسم بالغموض في طبيعتها. بالإضافة إلى ذلك، فأنّ هذا الأدب لا يتبع بالضّرورة بناء الأدب التّقليدي من حيث وجود حبكة (على سبيل المثال: تسلسل الأحداث، العقدة، الحل).
انبثق هذا المذهب الأدبي من الأدب الحداثي أواخر القرن التّاسع وأوائل القرن العشرين كاتجاهٍ معارضٍ للأدب الفيكتوري الذيّ كان مهيمناً في تلك الفترة بشكل مباشر. وقد تأثر هذا الأدب بحركات الفلسفة الوجودية والعدمية والدادا أو (الدادائية) والحركة السّريالية في الأدب.

## أمثلة في العبثية في الأدب
ومن الأمثلة على القطع الأدبية التي تنتمى لهذا المذهب:
- فرانز كافكا : المسخ (1915)، والمحاكمة (1925)
- لويجي بيرانديلو: ستة شخصيات تبحث عن مؤلف (1921)
- ألبير كامو : الغريب (1942)، والطاعون (1947)، والسقطة (1956)
- أوجين يونسكو: سوبرانو الأصلع (1950)،و وحيد القرن (1959)
- صمويل بيكيت: في انتظار غودو (1952)
- هارولد بنتر: حفلة عيد الميلاد (1958)
- إدوارد ألبي: الحلم الأمريكي (1961)
- جوزيف هيلر: الصيد (1961)
- كورت فونيجت: مهد القطة (1963)
- توم ستوبارد: روزنكرانتز وجلدنسترن أموات (1966)
- لوقا رينهارت: الرجل النرد (1971)
- باتريك زوسكيند: العطر (1985)
- بول أوستر: ثلاثية نيويورك (1989)
- ليموني سنيكيت: سلسة أحداث مؤسفة (1999 – 2006)
- غريغوري بورك: طريق غاغارين (2001)
- مايكل جون هاريسون: ضوء (2002)
- ريس هيوز: بحار ما بعد الحداثة (2008)
- ديفيد هونيجمان: احرق ممتلكاتك (2009)